# São José de Piranhas
São José de Piranhas è un comune del Brasile nello Stato del Paraíba, parte della mesoregione del Sertão Paraibano e della microregione di Cajazeiras.